# Bibio affiniproximus
Bibio affiniproximus är en tvåvingeart som beskrevs av Hardy 1965. Bibio affiniproximus ingår i släktet Bibio och familjen hårmyggor.
Artens utbredningsområde är Nepal. Inga underarter finns listade i Catalogue of Life.